# 餓鬼

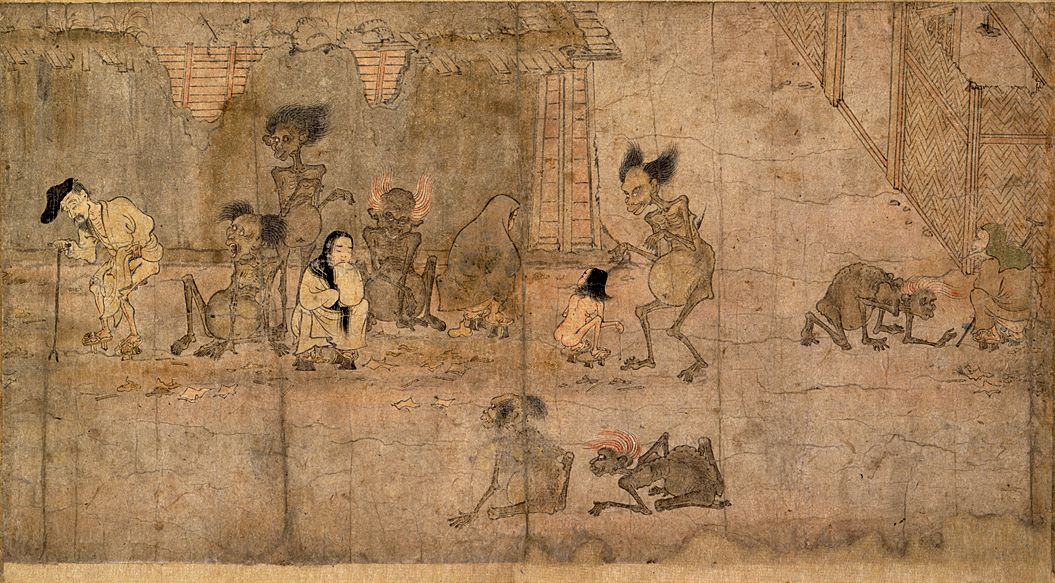
旧河本家本『紙本著色餓鬼草紙』第3段「食糞餓鬼図」／平安京域内（洛中）の小路で排便する人間達（庶民）と、人間の糞便を食いたくてたむろしている食糞餓鬼が描かれている。「餓鬼草紙」項に詳説あり。

餓鬼（がき、梵: preta、巴: peta、音写: 薜茘多）は、仏教の世界観である六道において餓鬼道（餓鬼の世界）に生まれた者。原語の preta （プレータ）はかつては死者の霊を指したが、仏教において輪廻転生の生存形態である六道に組み込まれた。 preta は鬼とも訳される。鬼は中国語で死者の霊・亡霊を意味している。
餓鬼は、三途・五趣（五道）・六趣（六道）の一つ。餓鬼は常に飢えと乾きに苦しみ、食物、また飲物でさえも手に取ると火に変わってしまうので、決して満たされることがないとされる。ただし、天部と同じように福楽を受ける種類もいるとされる。

## 餓鬼の住処
餓鬼の本住所は、閻魔王が主である閻魔王界である。

### 正法念処経
1. 人中の餓鬼。この餓鬼はその業因によって行くべき道の故に、これを餓鬼道（界）という。夜に起きて昼に寝るといった、人間と正反対の行動をとる。
2. 薜茘多（餓鬼）世界[注釈 1]の餓鬼。閻浮提の下、500由旬にあり、長さ広さは36000由旬といわれる。しかして人間で最初に死んだとされる閻魔王（えんまおう）は、劫初に冥土の道を開き、その世界を閻魔王界といい、餓鬼の本住所とし、あるいは餓鬼所住の世界の意で、薜茘多世界といい、閻魔をその主とする。余の餓鬼、悪道眷属として、その数は無量で悪業は甚だ多い。

## 餓鬼の種類
無威徳鬼と有威徳鬼の2種類があり、無威徳鬼は飢渇に苦しめられるが、有威徳鬼は天部と同じく多くの福楽を受ける。

### 阿毘達磨順正理論
少財餓鬼と多財餓鬼の2つを有財餓鬼ともいう。
1. 無財餓鬼 - 食べることが全くできないもの[4]。飲食しようとするも炎などになり、常に貪欲に飢えている。唯一、施餓鬼供養されたものだけは食することができるといわれる。
2. 少財餓鬼 - 膿、血などを食べるもの[4]。ごく僅かな飲食だけができる餓鬼。人間の糞尿や嘔吐物、屍など、不浄なものを飲食することができるといわれる。
3. 多財餓鬼 - 人の残した物や、人から施されたものを食べることができるもの[4]。天のような享楽を受ける者もこれに含む[4]。多くの飲食ができる餓鬼。天部にも行くことが出来るものは富裕餓鬼ともいう。ただし、どんなに贅沢できても満ち足りることはないといわれる。

### 正法念処経
1. 鑊身（）、私利私欲で動物を殺し、少しも悔いなかった者がなる。眼と口がなく、身体は人間の二倍ほども大きい。手足が非常に細く、常に火の中で焼かれている。
2. 針口（）、貪欲や物惜しみの心から、布施をすることもなく、困っている人に衣食を施すこともなく、仏法を信じることもなかった者がなる。口は針穴の如くであるが腹は大山のように膨れている。食べたものが炎になって吹き出す。蚊や蜂などの毒虫にたかられ、常に火で焼かれている。
3. 食吐（）、自らは美食を楽しみながら、子や配偶者などには与えなかった者がなる。荒野に住み、食べても必ず吐いてしまう、または獄卒などに無理矢理吐かされる。身長が半由旬（約五キロメートル）もある。
4. 食糞（）、僧に対して不浄の食べ物を与えたものがなる。糞尿の池で蛆虫や糞尿を飲食するが、それすら満足に手に入らず苦しむ。次に転生してもほとんど人間には転生できない。
5. 無食（）、自分の権力を笠に着て、善人を牢につないで餓死させ、少しも悔いなかった者がなる。全身が飢渇の火に包まれて、どんなものも飲食できない。池や川に近づくと一瞬で干上がる、または鬼たちが見張っていて近づけない。
6. 食気（）、自分だけご馳走を食べ、妻子には匂いしか嗅がせなかった者がなる。供物の香気だけを食すことができる。
7. 食法（）、名声や金儲けのために、人々を悪に走らせるような間違った説法を行った者がなる。飲食の代りに説法を食べる。身体は大きく、体色は黒く、長い爪を持つ。人の入らぬ険しい土地で、悪虫にたかられ、いつも泣いている。
8. 食水（）、水で薄めた酒を売った者、酒に蛾やミミズを混ぜて無知な人を惑わした者がなる。水を求めても飲めない。水に入って上がってきた人から滴り落ちるしずく、または亡き父母に子が供えた水のわずかな部分だけを飲める。
9. 悕望（）、貪欲や嫉妬から善人をねたみ、彼らが苦労して手に入れた物を詐術的な手段で奪い取った者がなる。亡き父母のために供養されたものしか食せない。顔はしわだらけで黒く、手足はぼろぼろ、頭髪が顔を覆っている。苦しみながら前世を悔いて泣き、「施すことがなければ報いもない」と叫びながら走り回る。
10. 食唾（）、僧侶や出家者に、不浄な食物を清浄だと偽って施した者がなる。人が吐いた唾しか食べられない。
11. 食鬘（）、仏や族長などの華鬘（花で作った装身具）を盗み出して自らを飾った者がなる。華鬘のみを食べる。
12. 食血（）、肉食を好んで殺生し、妻子には分け与えなかった者がなる。生物から出た血だけを食べられる。
13. 食肉（）、重さをごまかして肉を売った者がなる。肉だけを食べられる。四辻や繁華街に出現する。
14. 食香烟（）、質の悪い香を販売した者がなる。供えられた香の香りだけを食べられる。
15. 疾行（）、僧の身で遊興に浸り、病者に与えるべき飲食物を自分で喰ってしまった者がなる。墓地を荒らし屍を食べる。疫病などで大量の死者が出た場所に、一瞬で駆けつける。
16. 伺便（）、人々を騙して財産を奪ったり、村や町を襲撃、略奪した者がなる。人が排便したものを食し、その人の気力を奪う。体中の毛穴から発する炎で焼かれている。
17. 地下（）、悪事で他人の財産を手に入れた上、人を縛って暗黒の牢獄に閉じ込めた者がなる。暗黒の闇である地下に住み、鬼たちから責め苦を受ける。
18. 神通（）、他人から騙し取った財産を、悪い友人に分け与えたものがなる。涸渇した他の餓鬼に嫉妬され囲まれる。神通力を持ち、苦痛を受けることがないが、他の餓鬼の苦痛の表情をいつまでも見ていなければならない。
19. 熾燃（）、城郭を破壊、人民を殺害、財産を奪い、権力者に取り入って勢力を得た者がなる。身体から燃える火に苦しみ、人里や山林を走り回る。
20. 伺嬰児便（）、自分の幼子を殺され、来世で夜叉となって他人の子を殺して復讐しようと考えた女がなる。生まれたばかりの赤ん坊の命を奪う。
21. 欲食（）、美しく着飾って売買春した者がなる。人間の遊び場に行き惑わし食物を盗む。身体が小さく、さらに何にでも化けられる。
22. 住海渚（）、荒野を旅して病苦に苦しむ行商人を騙し、品物を僅かの値段で買い取った者がなる。人間界の1000倍も暑い海（ただし水は枯れ果てている）の中洲に住む。朝露を飲んで飢えをしのぐ。
23. 執杖（）、権力者に取り入って、その権力を笠に着て悪行を行った者がなる。閻魔王の使い走りで、ただ風だけを食べる。頭髪は乱れ、上唇と耳は垂れ、声が大きい。
24. 食小児（）、邪悪な呪術で病人をたぶらかした者が、等活地獄の苦しみを得た後で転生する。生まれたばかりの赤ん坊を食べる。
25. 食人精気（）、戦場などで、必ず味方になると友人を騙して見殺しにした者がなる。人の精気を食べる。常に刀の雨に襲われている。10年 - 20年に一度、釈迦、説法、修法者（仏・法・僧）の三宝を敬わない人間の精気を奪うことができる。
26. 羅刹（）、生き物を殺して大宴会を催し、少しの飲食を高価で販売した者がなる。四つ辻で人を襲い、狂気に落としいれ殺害して食べる。
27. 火爐焼食（）、善人の友を遠ざけ、僧の食事を勝手に食った者がなる。燃え盛る炉心の中で残飯を食べる。
28. 住不浄巷陌（）、修行者に不浄の食事を与えた者がなる。不浄な場所に住み、嘔吐物などを喰う。
29. 食風（）、僧や貧しい人々に施しをすると言っておきながら、実際に彼らがやってくると何もせず、寒風の中で震えるままにしておいた者がなる。風だけを食べる。
30. 食火炭（）、監獄の監視人で、人々に責め苦を与え、食べ物を奪い、空腹のため泥土を喰うような境遇に追いやった者がなる。死体を火葬する火を食べる。一度この餓鬼になった者は、次に人間に転生しても必ず辺境に生まれ、味のある物は喰うことができない。
31. 食毒（）、毒殺して財産を奪ったものがなる。険しい山脈や氷山に住み、毒に囲まれ、夏は毒漬けと天から火が降り注ぎ、冬には氷漬けと刀の雨が降る。
32. 曠野（）、旅行者の水飲み場であった湖や池を壊し、旅行者を苦しめた上に財物を奪った者がなる。猛暑の中、水を求めて野原を走り回る。
33. 住塚間食熱灰土（）、仏に供えられた花を盗んで売った者がなる。屍を焼いた熱い灰や土を食べる。月に一度ぐらいしか食べられない。飢えと渇き・重い鉄の首かせ・獄卒に刀や杖で打たれる三つの罰を受ける。
34. 樹中住（）、他人が育てた樹木を勝手に伐採して財産を得たものがなる。樹木の中に閉じ込められ、蟻や虫にかじられる。木の根元に捨てられた食物しか喰えない。
35. 四交道（）、旅人の食料を奪い、荒野で飢え渇かせた者がなる。四つ角に住み、そこに祀られる食べ物だけを食べられる。鋸で縦横に切られ、平らに引き延ばされて苦しむ。
36. 殺身（）、人に媚びへつらって悪事を働いたり、邪法を正法のごとく説いたり、僧の修行を妨害した者がなる。熱い鉄を飲まされて大きな苦痛を受ける。餓鬼道の業が尽きると地獄道に転生する。

## 餓鬼への供養
餓鬼への供養として施餓鬼会がある。食物に『救抜焔口陀羅尼経』に説かれる陀羅尼によって加持すると餓鬼の苦を取り除くとされる。一般的には盂蘭盆供養の一つとして行われところから盆行事と混同されているが、施餓鬼会自体は本来は特定の月日の行事ではなく、僧院等では毎夜行われることもある。

## 民間信仰における餓鬼
仏教の布教とともに餓鬼が市井に広まると、餓鬼は餓鬼道へ落ちた亡者を指す仏教上の言葉としてではなく、飢えや行き倒れで死亡した人間の死霊、怨念を指す民間信仰上の言葉として用いられることが多くなった。こうした霊は憑き物となり、人間に取り憑いて飢餓をもたらすといい、これを餓鬼憑きという。